# Alabama State Route 55
Die Alabama State Route 55 (kurz AL 55) ist eine in Nord-Süd-Richtung verlaufende State Route im US-Bundesstaat Alabama.
Die State Route beginnt an der Florida State Road 85 nahe Florala und endet nach 76 Kilometern nahe McKenzie am U.S. Highway 31 und der Alabama State Route 3.

## Verlauf
Im Zentrum von Florala trifft die AL 55 auf den U.S. Highway 331 sowie die Alabama State Route 9 und verlässt die Stadt danach in nordwestlicher Richtung. Die Straße führt danach durch Lockhart, den Conecuh National Forest und Libertyville. Im Südwesten von Andalusia nutzt die AL 55 eine gemeinsame Trasse mit dem U.S. Highway 29 und den State Routes 15 und 100. Zwischen Andalusia und River Falls teilt sie sich die Trasse zusammen mit dem U.S. Highway 84 und der State Route 12. Nordwestlich von River Falls passiert die Straße die Stadt Red Level, bevor sie nach 76 Kilometern nahe McKenzie an einer Kreuzung mit dem U.S. Highway 31 und der State Route 3 endet.